# 12766 Paschen
12766 Paschen (1993 VV4) là một tiểu hành tinh vành đai chính được phát hiện ngày 9 tháng 11 năm 1993 bởi E. W. Elst ở Caussols.